# Arenápolis
Arenápolis es un municipio brasileño del estado de Mato Grosso. Tiene una población estimada, en 2021, de 9,399 habitantes.
Se localiza a una latitud 14º27'01" sur y a una longitud 56º50'46" oeste, a una altitud de 247 metros.
Posee un área de 417,34 km².
El llamado "polo de inaccesibilidad" de Sudamérica se ubica teóricamente en este municipio.